# قائمة ولاة الخلافة الراشدة

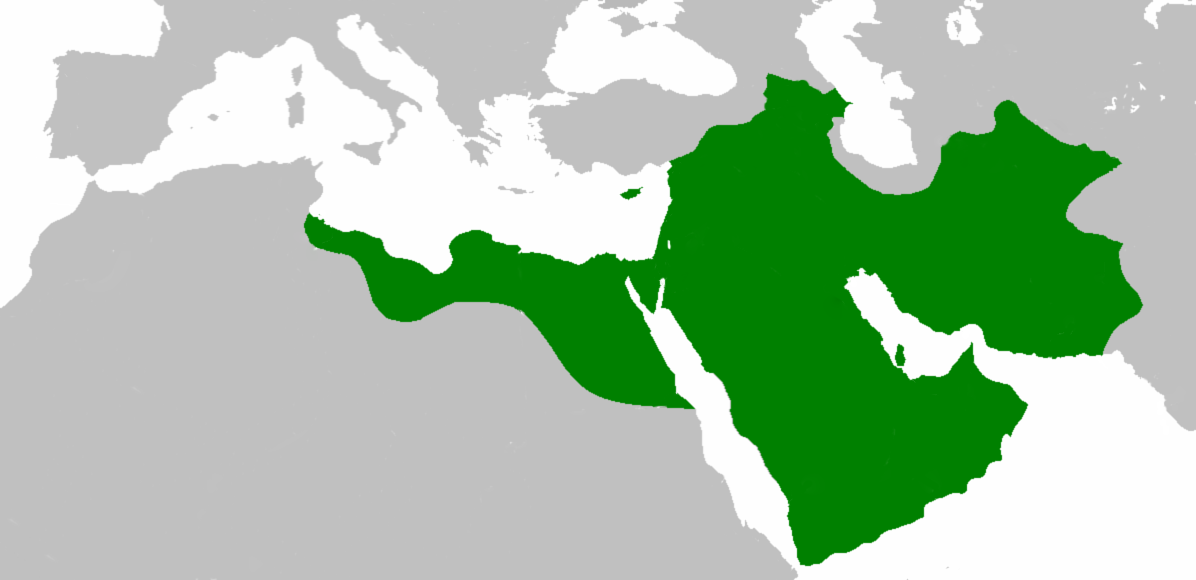
أقصى الحدود التي بلغتها الخلافة الراشدة في عهد عثمان بن عفَّان سنة 654م.

كانت دولة الخلافة الراشدة مقسمة إلى عدّة ولايات ذات حدود غير ثابتة، فقد كانت تتغير بين الحين والآخر وفق توسع الدولة. واختلفت سياسات الخلفاء الراشدين وطرق تعاملهم مع شؤون الدولة فيما بينهم، فكانت لكلِّ منهم معاييره الخاصة في انتقاء الولاة والعمَّال على أقاليم الدولة. فعمر بن الخطاب كان يرى دائماً تقديم الصحابة للولاية، وأما عثمان بن عفان فلم يكن يهتم بذلك كثيراً، وكان يضع الأولوية لقوة وأمانة الوالي، فيما أنَّ علياً كان يضع الأولوية للقوة والشدة، وعندما يأتي ولاته الأفعال غير المناسبة كان يعالج ذلك بمعاقبتهم وتقويمهم. ورغم ذلك، فقد اتَّجه جميع الخلفاء بالمجمل إلى تولية الصحابة، وكان معظم ولاتهم من صحابة الرسول. ولم تدم ولاية العامل لمدَّة معيَّنة، وإنَّما كانت ترجع إلى رضا الخليفة عنه وعن نجاحه في إدارة ولايته. وقد شملت مهامُّ الوالي تحصين الثغور وتدريب الجنود وتقصِّي أخبار الأعداء، وتعيين العمال والموظَّفين الأقل رتبة على المدن، وإعمار الولايات (كحفر العيون و‌الأنهار وتعبيد الطرق وإقامة الجسور والأسواق و‌المساجد وتخطيط المدن وغيرها). إلا أنَّ سلطات العمَّال وأعمالهم اتسعت تدريجياً مع تقدم الخلافة الراشدة، حتى امتلكوا في عهد عثمان سلطاتٍ عسكرية كاملة، حيث يقومون بالفتوحات ويبنون الحصون، إلا أنَّ هذه الصلاحيات لم تتسع لتشمل السلطة المالية التي بقيت في أيدي عمَّال الخراج وجامعي الصدقات و‌الزكوات.
بعد تولِّي أبي بكرٍ الحكم، رفض عددٌ من ولاة الرسول محمد أن يعملوا لغيره من الخلفاء، فتنازلوا عن مناصبهم، وقام أبو بكر بتعيين ولاة جدد. قام عمر بن الخطاب - بعد الفتوحات الواسعة التي شهدها عصره - بتقسيم دولة الخلافة الراشدة إلى ولاياتٍ مختلفة، وعيَّن على كل ولاية منها عاملاً ينوب عنه في تدبُّر شؤون حكمها، وكان يراقب ويحاسب هؤلاء العمَّال بدقَّة، حيث كان أقسى الخلفاء الراشدين في معاملة الولاة وأشدَّهم إصراراً على التقشُّف والتزام العدل، حتى أنه كان يستدعيهم في موسم الحج من كلِّ عامٍ لتفقُّد أحوالهم، وكان يطلب من حملة البريد أن يقفوا (بعد وصولهم إلى الولايات والأقاليم) فيسألوا الناس من عنده شكوى على الوالي، وذلك ليرسلها إلى الخليفة دون تدخُّل الوالي نفسه وحيوله دون وصول الشكوى.

## ولاة أبي بكر الصديق
| اسم الولاية   | الوالي                      | سنة الوفاة | نبذة |
| ------------- | --------------------------- | ---------- | --- |
| مكة           | عتاب بن أسيد                | 13 هـ      | أسلم يوم فتح مكة، واستعمله النبي على مكة لما سار إلى حُنين، واستمر. وقيل: إنما استعمله بعد أَنْ رجع من غزوة الطائف، وحجَّ بالناس سنة الفتح، وأقرَّه أبو بكر على مكة إلى أَنْ مات، ومات في السنة التي مات فيها أبو بكر سنة 13 هـ. |
| الطائف        | عثمان بن أبي العاص الثقفي   | 51 هـ      | صحابي قدم على النبي مع وفد ثقيف، واستعمله النبي على الطائف، فلم يزل عليها حياةَ النبي وخلافة أبي بكر وسنتين من خلافة عمر، ثم عزله عمر وولَّاه سنة خمس عشرة على عمان و‌البحرين، وسار إلى عُمان، ووجَّه أخاه الحكم بن أبي العاص الثقفي إلى البَحْرين، وسار هو إلى تَوَّج ففتحها ومصَّرها، وقتل ملكها شهرك سنة 21 هـ، مات بالبصرة في خلافةِ معاوية سنة إحدى وخمسين.                                                                                                   |
| البحرين       | العلاء بن الحضرمي           | 21 هـ      | صحابي من سادة المهاجرين، ولاه النبي على البحرين، ثم وليها لأبي بكر وعمر، وقيل: إن عمر بعثه على إمرة البصرة، فمات قبل أن يصل إليها، توفي سنة 21 هـ. |
| عُمان          | حذيفة بن محصن البارقي       | ؟          | صحابي بعثه الرسول محمد إلى أهل عمان واليًا عليهم. شهد الفتوحات الإسلامية فشهد القادسية وفتوحات الفرس وكان من المفاوضين الذين بعثهم سعد بن أبي وقاص إلى رستم قائد الفرس، أَمَّره أبو بكر الصديق في حرب أهل الردة. وكان قائد الحملة التي أرسلها أبو بكر إلى دبا لما ارتد أَهلها. عينه أبو بكر واليًا على عمان. وبعد وفاة أبي بكر، ولاه عمر بن الخطاب على اليمامة.                                                                                           |
| اليمامة       | سمرة بن عمرو بن قرط العنبري | ؟          | استعمله خالد بن الوليد على اليمامة بعد فَتْحها بأمر من أبي بكر الصديق. |
| اليمن (صنعاء) | المهاجر بن أبي أمية         | ؟          | استعمله النبي على صدقات كندة والصّدف، غير أنه لم يخرج من المدينة إلا بعد وفاة رسول الله، وذلك لمرض ألّم به، فكتب إلى "زياد بن لبيد" ليقوم له على عمله (وكان زياد عامل رسول الله على السَّكاسك والسكون في اليمن)، فلما برأ المهاجر كانت حروب الردّة قد استشرت في أهل اليمن، فكان ممن عقد لهم أبو بكر لوائًا تحت قيادته في حروب الردة، لقتال الأسود العنسي باليمن، وبعد أن أنجز مهمته كتب إليه أبو بكر الصديق يخيّره بين إمارة اليمن أو حضرموت فاختار اليمن. |
| نجران         | جرير بن عبد الله البجلي     | 51 هـ      | من أعيان الصحابة، قدم مسلمًا من اليمن، وجاهد مع النبي، واستعمله النبي على نجران واستمر في عهد أبي بكر، ثم شارك في فتح العراق وسكن الكوفة، اعتزل الفتنة بين علي بن أبي طالب و‌معاوية بن أبي سفيان، وتوفي سنة 51 هـ. |

## ولاة عمر بن الخطاب
| مكة                                                                                         |                                   |                                 | |
| أوائل خلافة عمر بن الخطاب                                                                   | محرز بن حارثة بن ربيعة بن عبد شمس | 36 هـ                           | صحابي ولّاه عمر بن الخطاب مكّة في أول ولايته، ثم عزله، وقُتل في موقعة الجمل. ولم تذكر الأخبار مدة ولايته. |
| أوائل خلافة عمر بن الخطاب بعد عزل محرز بن حارثة                                             | قنفذ بن عمير بن جدعان التميمي     | ؟                               | صحابي ولّاه عمر بن الخطاب مكّة في أول ولايته، ثم عزله، ولم تذكر الأخبار مدة ولايته. |
| بعد عزل قنفذ بن عمير، ثم تولاها مرة أخرى في أواخر خلافة عمر بن الخطاب بعد عزل خالد بن العاص | نافع بن عبد الحارث الخزاعي        | ؟                               | استعمله عمر بن الخطاب على مكّة وفيهم سادةُ قريش، فخرج نافع إلى عُمر واستخلف مولاه عبد الرّحمن بن أَبْزَى، فقال له عمر: استخلفت على آل الله مولاك فعزله، وولّى خالد بن العاص بن هشام بن المغيرة المخزوميّ. وكان من كبار الصَّحابة وفضلائهم. وقد قيل: إنّ نافع بن عبد الحارث أسلم يوم فتح مكة، وأقام بمكّة، ولم يهاجر. تشير بعض الروايات إلى أن عمر بن الخطاب استعمله على مكّة مرة أخرى، حيث جاء أن عمر لما مات كان نافع والي علي مكة. |
| بعد عزل نافع بن عبد الحارث الخزاعي في المرة الأولى                                          | خالد بن العاص                     | توفي في عهد معاوية بن أبي سفيان | أسلم يوم فتح مكة، وأقام بها، استعمله عمر بن الخطاب على مكة، لما عزل عنها نافع بن عبد الحارث الخزاعي، واستعمله عليها عثمان بن عفان. |
| الطائف                                                                                      |                                   |                                 | |
| 13 - 15 هـ                                                                                  | عثمان بن أبي العاص الثقفي         | 51 هـ                           | استمر عثمان واليًا على الطائف في خلافة عمر لمدة سنتين، ثم استأذن عمر أن يذهب للجهاد فأذن له عمر. |
| 15 - 23 هـ                                                                                  | سفيان بن عبد الله الثقفي          | ؟                               | صحابي قدم على النبي مع وفد ثقيف، كان عاملًا لعمر بن الخطاب على الطائف، استعمله عليه إِذ عزل عثمان بن أبي العاص عنها، ونقل عثمان إِلى البحرين. |
| ؟                                                                                           | عتبة بن أبي سفيان                 | 45 هـ                           | أخو معاوية لأبويه. قال ابن مندة : ولد في عهد رسول اللَّه صلّى اللَّه عليه وآله وسلّم، وولّاه عمر بن الخطاب الطائف. |
| البحرين                                                                                     |                                   |                                 | |
| 13 - 14 هـ                                                                                  | العلاء بن الحضرمي                 | 21 هـ                           | استمر واليًا على البحرين في بداية عهد عمر حتى عام 14 هـ على أرجح الأقوال، ثم بعثه عمر على إمرة البصرة، فمات قبل أن يصل إليها، توفي سنة 21 هـ. وقيل إن سبب عزله أنه غزا بلاد فارس عن طريق البحر، وكان عمر يكره ركوب البحر. |
| تولى الإمارة سنة 15 هـ، ثم تولاها مرة أخرى في أواخر خلافة عمر بعد أبي هريرة.                | عثمان بن أبي العاص الثقفي         | 51 هـ                           | ولَّاه عمر سنة خمس عشرة على عمان و‌البحرين، وسار إلى عُمان، ووجَّه أخاه الحكم بن أبي العاص إلى البَحْرين، ثم احتاج إليه في قيادة بعض الجيوش في نواحي البصرة، فترك الولاية، ثم تولاها مرة أخرى في أواخر خلافة عمر بعد أبي هريرة، وظل واليًا على البحرين حتى توفي عمر. |
| تولى الإمارة بعد توجه عثمان بن أبي العاص إلى البصرة، ولم تطل مدته.                          | عياش بن أبي ثور                   | ؟                               | له صحبة. وقد ولّاه عمر بن الخطّاب البحْرَين قبل قدَامة. |
| تولى الإمارة بعد عياش بن أبي ثور، حتى سنة 20 هـ                                             | قدامة بن مظعون                    | 36 هـ                           | صحابي هاجر الهجرتين، وشهد بدراً و‌أحداً، استعمله عمر على البحرين، عزله عمر وأقام عليه الحد لما شرب الخمر متأولًا، وقيل إنه شرب من قربة لم يعلم ما فيها، إلا أن عمر أصر على إرضائه بعد ذلك وكان يقول: «أتاني آتٍ في منامي، فقال لي: سالِمْ قدامة، فإنه أخوك». |
| تولى الإمارة سنة 20 هـ                                                                      | أبو هريرة                         | 59 هـ                           | ولاه عمر البحرين بعد عزل قدامة، ثم استدعاه عمر ليحقّق معه في مصدر أمواله، فقدم أبو هريرة إلى المدينة بعشرة آلاف درهم، ودافع أبو هريرة عن نفسه وبين مصدر الأموال فوجدها عمر كما قال، وأراد عمر أن يستعمله مرة أخرى فرفض أبو هريرة. |
| مصر                                                                                         |                                   |                                 | |
| 21 - 23 هـ                                                                                  | عمرو بن العاص                     | 43 هـ                           | صحابي من فرسان قريش وأبطالها في الجاهلية، أسلم سنة 8 هـ. قاد غزوة ذات السلاسل، وولي عُمان لفترة، وكان فاتح قنسرين و‌حلب و‌منبج و‌أنطاكية، ثم ولي فلسطين. وقد كان فاتح مصر، وأصبح واليها بعد فتحها |
| اليمن (صنعاء)                                                                               |                                   |                                 | |
| ؟                                                                                           | يعلى بن أمية                      | 38 هـ                           | أسلم يوم فتح مكة، شهد حنينًا و‌غزوة الطائف و‌غزوة تبوك. استعمل أبو بكر الصّدّيق يَعْلَى بن أُمية على بلاد حُلوان في الردّة، ثم عمل لعمر على بعض اليمن، شهد موقعة الجمل في جيش عائشة بنت أبي بكر، وأعان الزّبير بأربعمائة ألف، وحَمَل سبعين رجلًا من قريش، ثم كان من أصحاب علي بن أبي طالب، وشهد معه وقعة صفين وقُتل بها. |
| اليمن (الجند)                                                                               |                                   |                                 | |
| ؟                                                                                           | عبد الله بن أبي ربيعة المخزومي    | 38 هـ                           | ولَّاه عمر الْجَنَد ومخالفيها، فلم يزل واليًا عليها حتى قتل عمر. |

### ولايات الشام
| الولاية العامة على بلاد الشام |                     |       | |
| 13 - 18 هـ                    | أبو عبيدة بن الجراح | 18 هـ | ولّاه عمر بن الخطاب ولاية أجناد الشام بعد عزل خالد بن الوليد، وتوفي أبو عبيدة في طاعون عمواس سنة 18 هـ. |
| 18 هـ                         | يزيد بن أبي سفيان   | 18 هـ | ولّاه عمر بن الخطاب ولاية أجناد الشام بعد موت أبي عبيدة بن الجراح، وأمره بفتح قيسارية، وتعد فترته قصيرة، حيث توفي في سنة 18 هـ. |
| 18 - 23 هـ                    | معاوية بن أبي سفيان | 60 هـ | ولّاه عمر بن الخطاب ما كان يتولاه أخوه يزيد، وكتب له كتابًا بذلك، كما قام عمر بتعيين بعض الأمراء في الشام، وجعل ولايتهم من قِبَل معاوية، وظل معاوية واليًا على الشام حتى وفاة عمر. |
| حمص و‌الجزيرة                  |                     |       | |
| 18 - 20 هـ                    | عياض بن غنم         | 20 هـ | حين حضرت أبا عبيدة بن الجراح الوفاة استخلف عياض على حمص، فأقره عمر، وأمره بفتح الجزيرة، ففتحها سنة 18 هـ، وأصبح واليًا على حمص و‌الجزيرة و‌قنسرين، وتوفي عياض سنة 20 هـ وعمرة 60 سنة. |
| 20 هـ                         | سعيد بن عامر الجمحي | 20 هـ | ولّاه عمر بن الخطاب على حمص بعد وفاة عياض بن غنم سنة 20 هـ، ودامت ولايته عدة أشهر، حيث توفي في نفس السنة. |
| 20 - ؟                        | عمير بن سعد         | ؟     | صحابي شهد بدرًا و‌احدًا و‌غزوة تبوك، اشترك في الفتح الإسلامي للشام، وولّاه عمر بن الخطاب على حمص والجزيرة ومناطق أخرى، واُختلِف في سنة وفاته فقيل: في عهد عمر، وقيل: في عهد معاوية. |
| الأردن                        |                     |       | |
| 13 - 17 هـ                    | شرحبيل بن حسنة      | 18 هـ | صحابي من مهاجرة الحبشة، ولاه عمر على ربع من أرباع الشام، وافتتح شرحبيل بن حسنة الأردن كلها عنوة ما عدا طبرية؛ فإن أهلها صالحوه، وذلك بأمر أبي عبيدة بن الجراح. عزله عمر عن ولاية الأردن، فقال له شرحبيل: «يا أمير المؤمنين، أعجزتُ أم خنتُ؟ قال: لم تعجزْ ولم تخن، قال: فلم عزلتني؟ قال: تحرجت أن أؤمرك وأنا أجد أكفأ منك. قال: فاعذرني يا أمير المؤمنين في الناس، قال: سأفعل، ولو علمت غير ذلك لم أفعل، فقام عمر فعذره»، توفي في طاعون عمواس سنة 18 هـ. |
| 17 - 23 هـ                    | معاوية بن أبي سفيان | 60 هـ | تولى معاوية الأردن بعد عزل شرحبيل بن حسنة، واستقرت ولاية الأردن لمعاوية، ثم أصبح واليًا على الشام عمومًا. |

### ولايات العراق وفارس
| ولاية أجناد العراق |                          |       | |
| 13 هـ              | أبو عبيد بن مسعود الثقفي | 13 هـ | ولّاه عمر بن الخطاب على أجناد العراق بعد عزل المثنى بن حارثة الشيباني،كانت فترته قصيرة حوالي بضعة أشهر، حيث استشهد في معركة الجسر. |
| ؟ - ؟              | سعد بن أبي وقاص          | 55 هـ | تولى سعد بن أبي وقاص قيادة جيوش العراق، وانتصر في معركة القادسية، وفتح المدائن، وبدأ تنظيم الولايات يتخذ شكلا معينًا، فظهرت ولايات مثل البصرة و‌الكوفة وغيرهما.                                                                                            |
| البصرة             |                          |       | |
| ؟ - ؟              | شريح بن عامر             | ؟     | صحابي استخلفه خالد بن الوليد على الجزية بالبصرة حين سار إِلى الشام، وولاه عمر بن الخطاب نواحي البصرة قبل إنشائها، وقتل في أحد المعارك في نواحي الأهواز.                                                                                                   |
| 14 - 17 هـ         | عتبة بن غزوان            | 17 هـ | ولاه عمر على البصرة سنة 14 هـ وأمره ببنائها، فابتدأها بالقصب، وكان في عهد مجموعة من الفتوحات، وطلب من عمر أن يعفيه ولكن عمر رفص، ومان في سنة 17 هـ. |
| 17 هـ              | المغيرة بن شعبة          | 50 هـ | ولاه عمر البصرة بعد وفاة عتبة، وعزله عمر سنة 17 هـ بعد التهمة الموجهة إليه بالزنا، وقد قام عمر بالتحقيق وثبتت براءة المغيرة، وقام عمر بجلد الشهود الثلاثة، وولاه عمر في أماكن أخرى فيما بعد.                                                             |
| 17 - 23 هـ         | أبو موسى الأشعري         | 42 هـ | أشهر ولاة البصرة، قام بتمضير المدينة وبنى فيها دار الإمارة بالطين، وفُتِحت في عهده العديد من المناطق في بلاد فارس، وفُتِحت الأهواز. |
| الكوفة             |                          |       | |
| 17 - 20 هـ         | سعد بن أبي وقاص          | 55 هـ | كان سعد بن أبي وقاص أول ولاة الكوفة، حيث قام بإنشائها بأمر من عمر سنة 17 هـ، وقام عمر بعزله بعد شكاوى بعض عوام الناس. |
| سنة وتسعة أشهر     | عمار بن ياسر             | 37 هـ | بعث عمر بن الخطاب عمار بن ياسر أميرًا على الكوفة، وأرسل معه عبد الله بن مسعود وزيرًا على بيت المال، و‌عثمان بن حنيف على مساحة الأرض، وقام عمر بعزله بعد شكاوى من أهل الكوفة أيضًا.                                                                           |
| ؟ - 23 هـ          | المغيرة بن شعبة          | 50 هـ | تولى المغيرة بن شعبة الكوفة بعد عزل عمار بن ياسر، وظل واليًا عليها حتى وفاة عمر. |
| الموصل             |                          |       | |
| 16 - 17 هـ         | ربعي بن الأفكل           |       | ولّاه سعد بن أبي وقاص حَرْبَ الموصل. وله مشاهد في فتوح العراق. |
| 17 - 20 هـ         | عبد الله بن معتم العبسي  |       | هو الذي افتتح المَوْصل، و‌تكريت، ومعه عَرْفَجَة بن هَرْثَمَة، ورِبْعِي بن الأَفْكَل، وفيها جمع من الروم والعرب، ففتح "تِكْرِيت" وأَرسل عبد اللّه بن المعتمِّ رِبْعيّ بن الأَفْكَل إِلى "نِينَوى" و"المَوْصِل"، ففتحهما. وجعل عبدُ اللّه على المَوْصل رِبْعِي بن الأَفْكَل، وعلى الخراج عَرْفَجَة بن هَرْثَمَة. |
| 20 - 22 هـ         | عتبة بن فرقد السلمي      |       | وَوَلِيَ عتبةُ بن فَرْقد لعمر بن الخطاب الموصل، وابتنى عتبةُ دارًا ومسجدًا، وشارك في فتح أذربيجان. |
| 22 - 23 هـ         | عرفجة بن هرثمة البارقي   | 34 هـ | ظل عليها حتى بعد وفاة عمر حتى وفاته في 34 هـ. |
| المدائن            |                          |       | |
| ؟ - ؟              | سلمان الفارسي            | 36 هـ | كان سلمان يرفض الولاية، لولا إصرار عمر بن الخطاب فقبل، وكان يكتب إلى عمر يطلب الإعفاء، ثم أعفاه عمر. |
| ؟ - 23 هـ          | حذيفة بن اليمان          | 36 هـ | كتب عمر إلى أهل المدائن بالسمع والطاعة لحذيفة، وظل واليًا على المدائن طيلة أيام عمر. |
| أذربيجان           |                          |       | |
| ؟ - ؟              | حذيفة بن اليمان          | 36 هـ | كان حذيفة أول الولاة على أذربيجان، ثم نقله عمر إلى ولاية المدائن بعد استعفاء سلمان الفارسي. |
| ؟ - 23 هـ          | عتبة بن فرقد السلمي      | ؟     | تولى أذربيجان بعد حذيفة بن اليمان، وظل واليًا عليها حتى وفاة عمر. |

## ولاة عثمان بن عفان
| مكة              |                                  |                                 | |
| ؟ - ؟            | علي بن عدي بن ربيعة بن عبد العزى | 36 هـ                           | وُلِدَ لأبوين مسلمين في زمن النبي، ولم تُعرَف له صحبة، شهد موقعة الجمل في جيش عائشة بنت أبي بكر وقُتِل بها. |
| ؟ - ؟            | عبد الله بن عمرو الحضرمي         | ؟                               | حليف بني أمية، وابن أخي العلاء بن الحضرمي، ولد في عهد النبي. |
| ؟ - ؟            | خالد بن العاص                    | توفي في عهد معاوية بن أبي سفيان | ولاة عثمان مرة أخرى في الشهور الأخيرة من خلافته. |
| البحرين و‌اليمامة |                                  |                                 | |
| 24 - 27 هـ       | عثمان بن أبي العاص               | 51 هـ                           | ظل عثمان بن أبي العاص على البحرين بعد وفاة عمر بن الخطاب، فأقره عثمان عليها فترة من الوقت، وتدل الروايات على أن عثمان بن أبي العاص كان على ولاية البحرين بعد مبايعة عثمان بثلاث سنين؛ أي سنة 27 هـ. |
| ؟ - ؟            | مروان بن الحكم                   | 65 هـ                           | ذُكِرَ مروان بن الحكم من ولاة عثمان على البحرين. وكان كاتب ابن عمه عثمان، وإليه الخاتم. |
| ؟ - ؟            | عبد الله بن سوار العبدي          | 47 هـ                           | ولاه عثمان على البحرين، وقد توفي عثمان وعبد الله على البحرين. |
| اليمن(صنعاء)     |                                  |                                 | |
| 24 - 35 هـ       | يعلى بن أمية                     | 38 هـ                           | استمر يعلى واليًا على صنعاء من عهد عمر بن الخطاب حتى وفاة عثمان بن عفان. |
| اليمن(الجند)     |                                  |                                 | |
| 24 - 35 هـ       | عبد الله بن ربيعة المخزومي       | 38 هـ                           | كان واليًا على مدينة الجند، واستمر واليًا عليها طيلة عهد عثمان. |
| بلاد الشام       |                                  |                                 | |
| 24 - 35 هـ       | معاوية بن أبي سفيان              | 60 هـ                           | حينما جاء عثمان إلى الخلافة كان معاوية واليًا على معظم الشام فأقره عثمان عليها، وضُمَّت إلى معاوية بعض المناطق الأخرى مثل: حمص و‌فلسطين، فاجتمعت الشام لمعاوية بعد سنتين من خلافة عثمان، وأصبح الوالي المطلق فيها طيلة السنوات الباقية من خلافة عثمان حتى توفي عثمان. |
| مصر              |                                  |                                 | |
| 24 - 35 هـ       | عبد الله بن سعد بن أبي السرح     | 59 هـ                           | أسلم يوم فتح مكة، وكان عبد الله بن سعد والياً لعمر بن الخطاب على الصعيد، ثم ولاه عثمان مصر كلها، غزا إفريقية، فقتل جرجير صاحبها. وبلغ السهم للفارس ثلاثة آلاف دينار، وللرجل ألف دينار. ثم غزا ذات الصواري، ثم غزوة الأساود. |
| البصرة           |                                  |                                 | |
| 24 - 29 هـ       | أبو موسى الأشعري                 | 42 هـ                           | كان عمر بن الخطاب قد أوصى الخليفة من بعده أن يترك أبا موسى في الولاية من بعده أربع سنوات بعد وفاته، وظل أبو موسى واليًا على البصرة يقوم بتنظيم الري وحفر القنوات والأنهار في البصرة، حتى عزله عثمان سنة 29 هـ وعين مكانه عبد الله بن عامر بن كريز. |
| 29 - 35 هـ       | عبد الله بن عامر بن كريز         | 59 هـ                           | صحابي قرشي فتح إقليم خراسان، ولي البصرة لعثمان، ثم وفد على معاوية، فزوجه بابنته هند. |
| الكوفة           |                                  |                                 | |
| 24 - 25 هـ       | سعد بن أبي وقاص                  | 55 هـ                           | قام عثمان بعزل المغيرة بن شعبة عن الكوفة، وتعيين سعد بن أبي وقاص مكانه، وقد ذكر في سبب العزل أنه كان بوصية من عمر بن الخطاب؛ حيث أوصى الخليفة من بعده أن يستعمل سعدًا نظرًا لأن عمر عزله عن الكوفة في أواخر خلافته، وقال: «إني لم أعزله عن سوء ولا خيانة، وأوصي الخليفة بعدي أن يستعمله»، وكان معه عبد الله بن مسعود على بيت المال. |
| 25 - 30 هـ       | الوليد بن عقبة                   | ؟                               | من صغار الصحابة، وهو أخو عثمان لأمه، أسلم يوم الفتح، بعثه النبي على صدقات بني المصطلق، وولي الكوفة لعثمان، وجاهد بالشام، ثم اعتزل بالجزيرة بعد قتل أخيه عثمان. |
| 30 - 35 هـ       | سعيد بن العاص                    | 59 هـ                           | من صغار الصحابة، توفي النبي وهو ابن تسع سنين، ولاه عثمان الكوفة لما عزل عنها الوليد بن عقبة، فوليها خمس سنين إلا أشهرًا، ثم قام عليه أهلها وطردوه، وأمروا عليهم أبا موسى الأشعري، فأبى، وجدد البيعة في أعناقهم لعثمان، فولاه عثمان عليهم، ثم ولاه معاوية بن أبي سفيان المدينة المنورة بعد ذلك. |
| 35 هـ            | أبو موسى الأشعري                 | 42 هـ                           | أمر عثمان بتولية أبي موسى الأشعري على الكوفة وعزل سعيد بن العاص بناء على طلب بعض أهل الكوفة، وقد استهل أبو موسى ولايته بخطبة أمام أهل الكوفة قال فيها: «أيها الناس، لا تنفروا في مثل هذا ولا تعودوا لمثله، الزموا جماعتكم والطاعة، وإياكم والعجلة، اصبروا فكأنكم بأمير، قالوا: فَصَلِّ بنا، قال: لا إلا على السمع والطاعة لعثمان بن عفان، قالوا: على السمع والطاعة لعثمان»، واستمر واليًا على الكوفة حتى قتل عثمان. |
| الموصل           |                                  |                                 | |
| 23 - 34 هـ       | عرفجة بن هرثمة البارقي           | 34 هـ                           | ظل عليها حتى بعد وفاة عمر حتى وفاته في 34 هـ. |
| أرمينية          |                                  |                                 | |
| ؟ - ؟            | حبيب بن مسلمة                    | 42 هـ                           | كان حبيب بن مسلمة الفهري قائد الجيش المتجه إلى أرمينية، وقوامه حوالي ثمانية آلاف مقاتل، واستطاع هذا الجيش أن يفتح العديد من المواقع في أرمينية، إلا أنه أحس بالخطر نتيجة تجمع حشود من الروم لمساعدة الأرمن في حروبهم ضد المسلمين، فطلب المساعدة من الخليفة عثمان الذي أمر بتسيير جيش من الكوفة قوامه ستة آلاف رجل تقريبًا ويقوده سلمان بن ربيعة الباهلي. وقد حدث نزاع بعد ذلك بين حبيب بن مسلمة وسلمان بن ربيعة، وقف الخليفة عثمان عليه، فقام بالكتابة إليهما، وحل المشكلة التي بينهما. ثم تولى سلمان بن ربيعة الباهلي قيادة الجيوش، وبعد وفاته عاد حبيب بن مسلمة أميرًا على الجيوش مرة أخرى. |
| ؟ - ؟            | سلمان بن ربيعة الباهلي           | 28 هـ أو 31 هـ                  | تولى قيادة الجيوش الإسلامية في أرمينية بعد حبيب بن مسلمة؛ حيث كتب إليه عثمان بإمرته على أرمينية، ثم توغل سلمان بن ربيعة في أرمينية ثم بلاد الخزر، حتى وقعت معركة بين جيشه وقوامه عشرة آلاف رجل وجيش ملك الخزر وقوامه ثلاثمائة ألف، فقتل سلمان وجميع جنوده، فكتب عثمان إلى حبيب بن مسلمة أن يسير مرة أخرى إلى بلاد أرمينية. |
| ؟ - ؟            | حذيفة بن اليمان                  | 36 هـ                           | عينه عثمان واليًا على أرمينية بعد أن أرسل حبيب بن مسلمة للقتال في ثغور الجزيرة. فقام بعدة غزوات نحو بلاد الخزر من أرمينية، وبعد ما يقرب من سنة عزله عثمان. |
| ؟ - ؟            | المغيرة بن شعبة                  | 50 هـ                           | تولى المغيرة بن شعبة ولاية أرمينية بعد عزل حذيفة بن اليمان، وظل واليًا عليها حتى توفى عثمان. |
| أصبهان           |                                  |                                 | |
| ؟ - 35 هـ        | خالد بن غلاب                     |                                 | صحابي كان على بيت المال لعمر بن الخطاب، ولي أصبهان في عهد عثمان، لما حُصِر عثمان بن عفان، خرج خالد بن غلاب من أصبهان متجهًا إلى المدينة المنورة يريد نصره، فلما خرج جاءه خبر مقتله، فانصرف إلى منزله بالطائف. |

## ولاة علي بن أبي طالب
| مكة                                 |                               |                        | |
| أوائل عهد علي بن أبي طالب سنة 36 هـ | الحارث بن ربعي                | 54 هـ                  | كنيته أبو قتادة الأنصاري، شهد أُحُدًا، و‌غزوة الخندق. وما بعد ذلك من المشاهِد، ولاه علي مكة ثم ولاها قُثَم بن العباس. توفي بالمدينة سنة أربع وخمسين وهو ابن سبعين سنة. |
| 36 - 40 هـ                          | قثم بن العباس بن عبد المطلب   | 55 هـ                  | ابن عم النبي، وكان أشبه الناس بالنبي، تولى نيابة ولاه علي بن أبي طالب على مكة والطائف في آن واحد، وشهد فتح سمرقند فاستشهد بها. |
| المدينة المنورة                     |                               |                        | |
| 37 هـ                               | أبو أمامة سهل بن حنيف         | 38 هـ                  | والد أبي أمامة بن سهل، وأخو عثمان بن حنيف، شهد بدرًا والمشاهد، وكان من أمراء علي بن أبي طالب، مات بالكوفة في سنة 38 هـ، وصلى عليه علي. |
| 37 هـ - ؟                           | تمام بن العباس بن عبد المطلب  | ؟                      | هو ابن عم النبي، تزوج ميمونة بنت علي بن أبي طالب، وكان تمام واليًا لعلي بن أبي طالب على المدينة؛ فإن عليًا لما سار إلى العراق استعمل سهل بن حنيف على المدينة، ثم عزله وأخذه إليه، واستعمل تمام بن العباس على المدينة بعد سهل، ثم عزله.                                                                                                   |
| ؟ - 40 هـ                           | أبو أيوب الأنصاري             | 54 هـ                  | ولى علي بن أبي طالب على المدينة بعد عزل تمام بن العباس أبا أبوب الأنصاري الذي استمر واليًا عليها إلى سنة 40 هـ، حيث قدم المدينة جيش من الشام من قبل معاوية بن أبي سفيان بقيادة بسر بن أرطأة، ففر أبو أيوب من المدينة، وتوجه إلى على في الكوفة.                                                                                          |
| البحرين و‌عمان                       |                               |                        | |
| ؟ - ؟                               | عمر بن أبي سلمة               | 83 هـ                  | ولاه علي بن أبي طالب على ولاية البحرين، حيث خرج مع علي من المدينة أثناء سفره إلى العراق، ثم بعثه على واليًا على البحرين، لفترة من الوقت، ثم استدعاه على لمصاحبته في العراق بعد ذلك. |
| ؟ - ؟                               | قدامة بن العجلان الأنصاري     | ؟                      | كان من ولاة علي بن أبي طالب على البحرين، لا توجد له ترجمة في كتب السير. |
| ؟ - ؟                               | النعمان بن العجلان الأنصاري   | ؟                      | كان من ولاة علي بن أبي طالب على البحرين. |
| ؟ - ؟                               | عبيد الله بن العباس           | ؟                      | ولاه علي بن أبي طالب على البحرين عبيد الله بن العباس كما ذكر الطبري، وكان واليًا على اليمن أيضًا، فيُلاحظ أن البحرين ونجد كانتا تابعتين له في تلك الفترة. |
| اليمن (صنعاء)                       |                               |                        | |
| 36 - 40 هـ                          | عبيد الله بن العباس           | ؟                      | ولاه علي بن أبي طالب على صنعاء وأعمالهم، فقدم المدينة جيش من الشام من قبل معاوية بن أبي سفيان بقيادة بسر بن أبي أرطأة، فاستطاع أن يستولى على اليمن بفضل مساعدتهم، ولكن لفترة وجيزة، حيث استطاع عليّ استرجاعها من جيش معاوية، فأعاد عبيد الله بن عباس إلى ولايتها مرة أخرى، واستمر واليًا عليها إلى أن قُتِل علي بن أبى طالب.               |
| اليمن (الجند)                       |                               |                        | |
| 36 - 40 هـ                          | سعيد بن سعد بن عبادة الأنصاري | ؟                      | ولاه علي بن أبي طالب على الجند ومخالفيها. |
| الجزيرة                             |                               |                        | |
| ؟ - 38 هـ                           | الأشتر النخعي                 | 38 هـ                  | كانت ولاية الجزيرة محل تنازع بين علي ومعاوية، ويبدو أن عليًا استطاع السيطرة عليها لفترة من الوقت، وعين عليها الأشتر وهو أشهر ولاة علي في الجزيرة، حيث ولاه عليها لأكثر من مرة، فاستطاع أن يرتب أمورها، ثم اضطر علي لنقله لولاية مصر وذلك في سنة 38 هـ.                                                                                  |
| مصر                                 |                               |                        | |
| 36 - 38 هـ                          | قيس بن سعد بن عبادة           | توفي في آخر عهد معاوية | كان محمد بن أبي حذيفة قد اغتصب الولاية في مصر أواخر عهد عثمان، فلمّا قٌتِل محمد بن أبي حذيفة عين علي قيس بن سعد الأنصاري على ولاية مصر، حتى كتب إليه عليّ: «إني قد احتجت إلى قربك، فاستخلف على عملك وأقدم»، فكان ذلك بمثابة عزله. |
| 38 هـ                               | الأشتر النخعي                 | 38 هـ                  | أرسله علي واليًا على مصر فمات حينما وصل إلى أطراف بحر القلزم، فمات قبل أن يصلها سنة 38 هـ. |
| 38 هـ                               | محمد بن أبي بكر               | 38 هـ                  | ولاه علي واليًا على مصر بعد وفاة الأشتر النخعي، ثم إن معاوية أعد جيشًا بقيادة عمرو بن العاص فغزا به مصر، ووقعت بينهم وبين محمد بن أبي بكر معارك قوية انتهت بمقتل محمد بن أبي بكر، واستيلاء أجناد معاوية على مصر، وبذلك خرجت مصر من حكم علي بن أبى طالب سنة ثمان وثلاثين للهجرة.                                                          |
| البصرة                              |                               |                        | |
| 36 هـ                               | عثمان بن حنيف الأنصاري        | ؟                      | أرسل علي بن أبي طالب عثمان بن حنيف الأنصاري أميرًا على البصرة بدلاً من عبد الله بن عامر، ولم يلبث عثمان بن حنيف طويلاً في الولاية، فقد قدم إلى البصرة جيش طلحة و‌الزبير و‌عائشة للمطالبة بدم عثمان، وتطورت الأمور وحدث قتال، وخرج عثمان بن حنيف إلى بن أبى طالب فلقيه في طريقه إلى البصرة قبيل وقعة الجمل، وبذلك انتهت ولاية عثمان بن حنيف. |
| 36 - 39 هـ                          | عبد الله بن عباس              | 68 هـ                  | عندما أراد علي بن أبي طالب الخروج من البصرة ولى عبد الله بن عباس، وولي زياد بن أبيه على الخراج. |
| 39 - 40 هـ                          | أبو الأسود الدؤلي             | 69 هـ                  | تابعي وصَحِب أمير المؤمنين علي بن أبي طالب الذي ولاه إمارة البصرة في خلافته، وشهد معه وقعة صفين و‌الجمل ومحاربة الخوارج. ويُلقب بملك النحو لوضعه علم النحو، فهو أول من ضبط قواعد النحو، فوضع باب الفاعل، المفعول به، المضاف وحروف النصب والرفع والجر والجزم                                                                                |
| الكوفة                              |                               |                        | |
| 36 هـ                               | قرضة بن كعب الأنصاري          | ؟                      | كان أبو موسى الأشعري واليًا على الكوفة، وأخذ لعليّ البيعة من أهلها، ولكن كان أبو موسى يريد الصلح ولا يريد القتال، فعيّن عليّ مكانه قرضة بن كعب الأنصاري، ثم إن علي بن أبى طالب قدم الكوفة بعد موقعة الجمل، وأصبحت الكوفة عاصمة الخلافة. |
| الموصل                              |                               |                        | |
| 23 - 38 هـ                          | مالك بن الحارث الأشتر         | 38 هـ                  | ولاه علي بن أبي طالب الموصل والجزيرة الفراتية، ثم أرسله لولاية مصر، فمات قبل أن يصلها. |
| فارس                                |                               |                        | |
| 36 - 37 هـ                          | أبو أمامة سهل بن حنيف         | 37 هـ                  | تذكر المصادر أن عليًا ولى على فارس سهل بن حنيف الأنصاري، وقد استمر واليًا على فارس فترة من الوقت، ثم إن أهل فارس عصوا وأخرجوا سهل بن حنيف سنة 37 هـ تقريبًا. |
| 37 - 40 هـ                          | زياد بن أبيه                  | 53 هـ                  | اتفق عليّ مع ابن عباس - والي البصرة حينيذٍ - أن يرسل مساعده زياد بن أبيه على فارس، فذهب زياد إلى فارس يصاحبه أربعة آلاف جندي، فقضى على الفتنة فيها، واستمر واليًا عليها حتى مقتل عليّ. |
| خراسان                              |                               |                        | |
| ؟ - ؟                               | عبد الرحمن بن أبزى            | ؟                      | نقل ابن الأثير في تاريخه أن عليًا استعمل عبد الرحمن بن أبزى على خراسان، ولا تُعرف معلومات عن فترة ولايته. |
| ؟ - ؟                               | جعدة بن هبيرة بن أبي وهب      | ؟                      | ابن عمة النبي، أمه أم هانئ بنت أبي طالب، ولاه خاله علي بن أبى طالب على خراسان. |
| سجستان                              |                               |                        | |
| ؟ - ؟                               | عبد الرحمن بن جزء الطائي      | ؟                      | أرسل علي بْن أَبِي طالب عَبْد الرَّحْمَنِ بْن جزء الطائي إِلَى سجستان واليًا عليها، فقتله حسكة بْن عتاب الحبطي وهو من صعاليك العرب، ثم أخذوا ينهبون الأموال، ويعيثون فيها فسادًا. |
| ؟ - 40 هـ                           | ربعي بن كأس العنبري           | ؟                      | بعد مقتل عبد الرحمن بن جزء الطائي؛ كتب علي إلى عبد الله بن عباس يأمره أن يولي سجستان رجلًا، ويسيره إليها في أربعة آلاف، فوجه ربعي بن كأس العنبري، ومعه الحصين بن أبي الحر العنبري، فلما ورد سجستان قاتلهم حسكة فقتلوه، واستطاع ربعي أن يضبط البلاد.                                                                                     |
| أذربيجان                            |                               |                        | |
| ؟ - ؟                               | الأشعث بن قيس                 | 40 هـ                  | كان الأشعث بن قيس عاملاً على أذربيجان حينما توفى عثمان بن عفان، فلما بويع على بن أبى طالب بالخلافة كتب إلى الأشعث بن قيس أن يبايع له، وأن يأخذ له البيعة، واستقدمه عليّ فلحق به في الكوفة، ثم شهد معه المشاهد حيث اشترك معه في وقعة صفين وفي قتال الخوارج، ثم أعاده مرة أخرى على أذربيجان، وضم إليه ولاية أرمينية.                       |
| ؟ - ؟                               | سعيد بن سارية الخزاعي         | ؟                      | كان على شرطة علي، وولاه أَذْربِيجان. |
| ؟ - 40 هـ                           | قيس بن سعد بن عبادة           | ؟                      | كَانَ قَيْسُ بْنُ سَعْدٍ عَلَى إِمْرَةِ أَذْرَبِيجَانَ، تَحْتَ يَدِهِ أَرْبَعُونَ أَلْفَ مُقَاتِلٍ، قَدْ بَايَعُوا عَلِيًّا عَلَى الْمَوْتِ. |

## ولاة الحسن بن علي
استمر أغلب ولاة علي بن أبي طالب فيما عدا بعض التغيرات.
| البصرة   |                                   |       | |
| 40 هـ    | عبد الله بن الحارث بن نوفل        | 84 هـ | تذكر بعض الروايات أن عبد الله بن عباس قام باستخلاف عبد الله بن الحارث بن نوفل على البصرة ومضى إلى الحجاز، وتذكر الأخرى أنه استمر عليها حتى الصلح.     |
| الكوفة   |                                   |       | |
| 40 هـ    | المغيرة بن نوفل                   | ؟     | من صغار الصحابة، ولد سنة 5 هـ، ولي الكوفة في عهد الحسن بن علي بدلا من هانئ بن هوذة النخعي، بعدما خرج الحسن إلى معاوية.                                |
| فارس     |                                   |       | |
| 40 هـ    | زياد بن أبيه                      | 53 هـ | كان علي بن أبي طالب قد بعثه إليها لتأديب بعض المتمردين، فظفر بهم وتمكن من القضاء عليهم، ثم ولاه بعد ذلك عليها لغاية عقد الصلح مع معاوية بن أبي سفيان. |
| أذربيجان |                                   |       | |
| 40 هـ    | عبيد الله بن العباس بن عبد المطلب | 58 هـ | قال ابن كثير الدمشقي: «لَمَّا مَاتَ عَلِيٌّ أَلَحَّ قَيْسُ بْنُ سَعْدٍ عَلَى الْحَسَنِ فِي النَّفِيرِ لِقِتَالِ أَهْلِ الشَّامِ، فَعَزْلَ قَيْسًا عَنْ إِمْرَةِ أَذْرَبِيجَانَ، وَوَلَّى عُبَيْدَ اللَّهِ بْنَ عَبَّاسٍ عَلَيْهَا».     |

## وصلات خارجية
- عصر الخلافة الراشدة محاولة لنقد الرواية التاريخية وفق مناهج المحدثين، د. أكرم ضياء العمري.
- مقالة بعنوان: التراتيب الإدارية في عهد عمر بن الخطاب على شبكة الألوكة.